# Têmides
Têmides' (em grego clássico: Θεμείδες; romaniz.: Themeídes) eram ninfas filhas de Zeus e da titânide Têmis, que viviam em uma caverna do rio Erídano e foram incumbidas com a tarefa de guardarem objetos dos deuses. É possível que fossem as deuses do oráculo de Dodona e as contrapartes divinas das peleiades. Uma vez que a designação "têmides" é vaga, coloca-se a hipótese de que pudessem ser outras ninfas mais conhecidas, ou seja, as horas, as dodônides de Dodona, as proféticas trías do monte Parnasso ou as hespérides do rio Erídano.